# 埭头石塔
埭头石塔，位于中华人民共和国福建省厦门市思明区嘉莲街道莲兴社区湖明路，是思明区文物保护单位。
石塔高约7米，底座方形，边长3.15米。其一共7层下面4层为方形，第5层为瓜棱形，6层为八角形，7层为方形，葫芦形塔刹。6、7层为整块石制，各层均有出檐。

## 历史
埭头石塔建于明末，为航标塔、风水塔，原为一对，立于筼筜港中作为航标，另一座今不存。1980年代自筼筜港填港为湖后，石塔所在地成为陆地。石塔曾遭人污损，2002年文物部门曾对石塔进行维修。
石塔得名于邻近的埭头村。今莲兴社区内仍存埭头慈济宫。

## 保护范围
东至十八号排洪沟边界，南至湖光路，西至湖明路，北至石塔周边小桥。

## 历史价值
埭头石塔所处位置见证了厦门市海岸线的变迁，对研究厦门地方史有较重要的价值。

## 图库

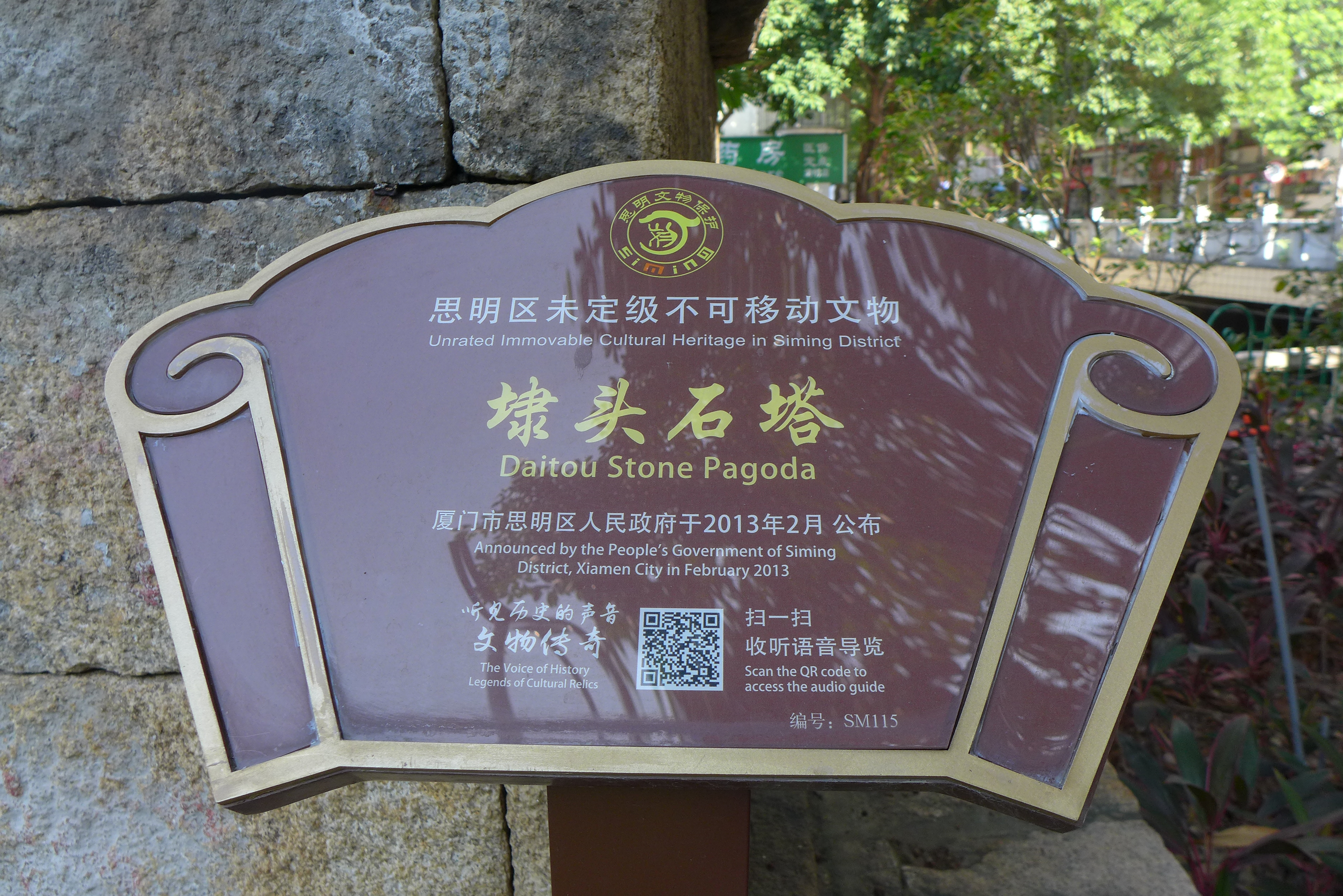
埭头石塔文保牌，牌中文物级别依2013年思明区公布的第三次全国文物普查不可移动文物名录定为未定级，现已变更为区级
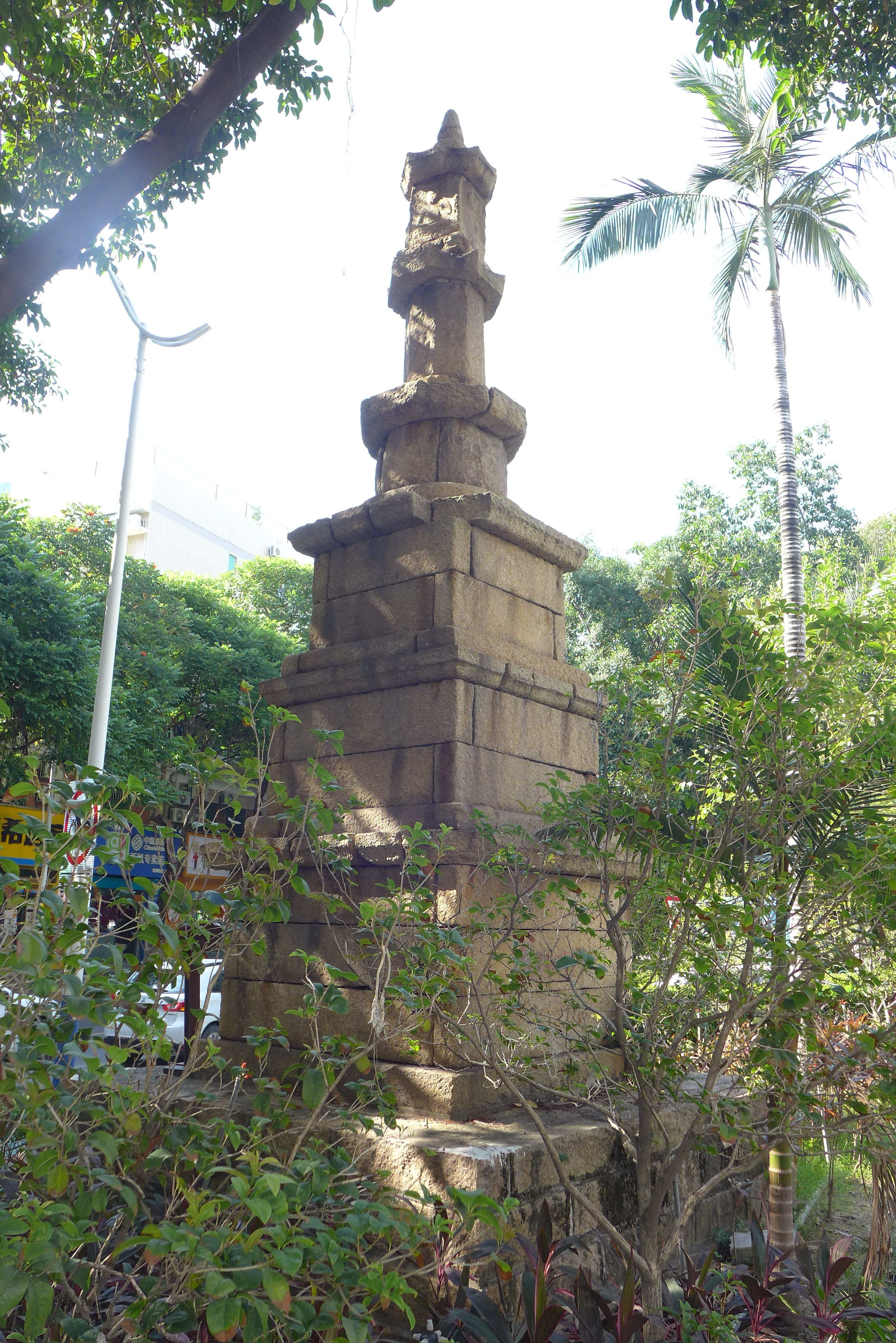
从另一侧看埭头石塔，此处较正面无污损
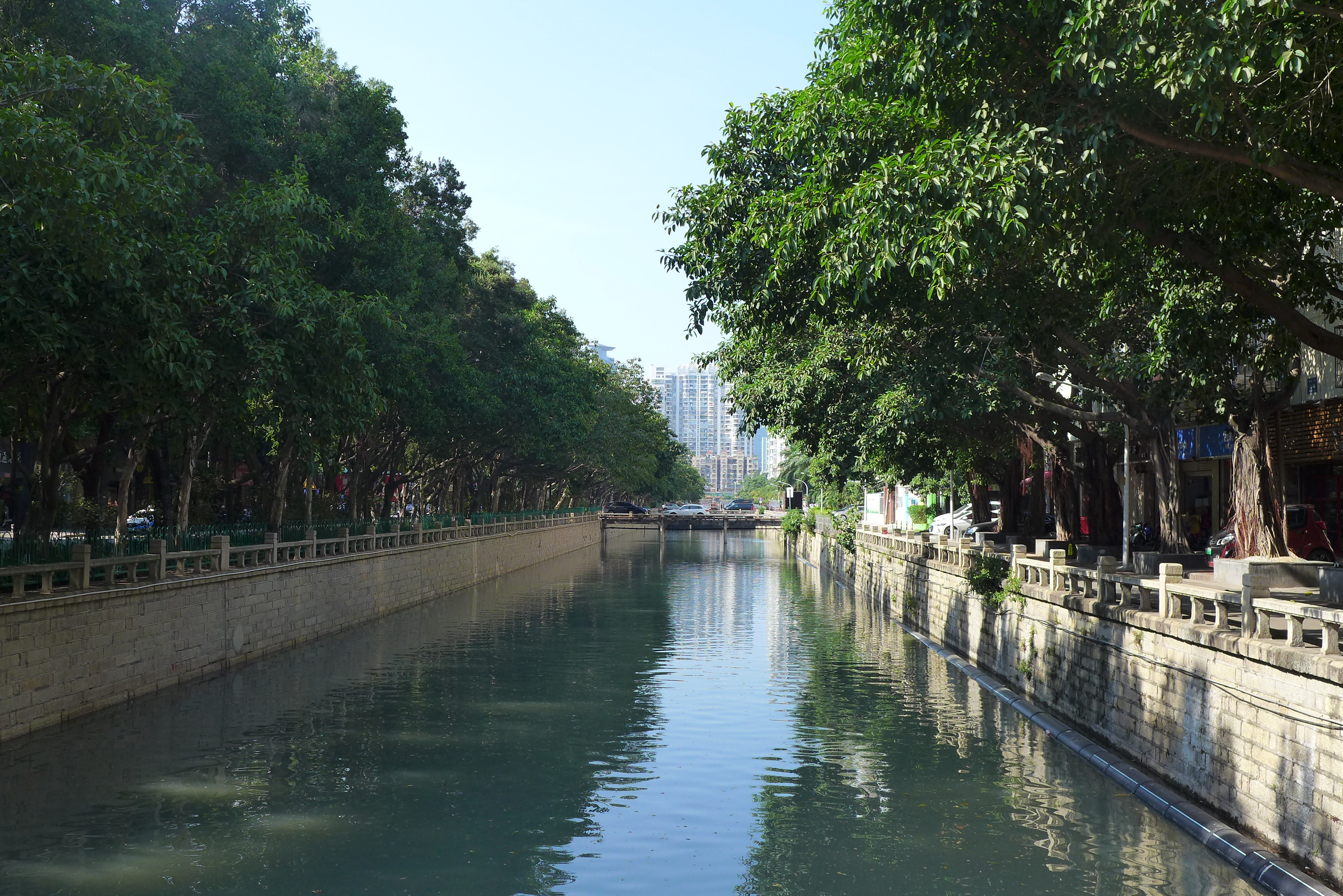
石塔旁的十七号排洪沟，在填港为湖前，排洪沟原为筼筜港的一部分